# Балкански рис
Балкански рис (лат. Lynx lynx balcanicus) је подврста обичног риса. То је највећа мачка у Европи. Као подврсту га је описао Мирић 1978. године. ДНК анализом из 2005, потврђено је да се ради о засебној подврсти. Национални је симбол Северне Македоније и налази се на кованици од 5 денара. Јавља се у Албанији, крајњем југу Србије и западној Северној Македонији, са мањим бројем  у Црној Гори.
Сматра се да у Северној Македонији има од 35 до 40 преосталих балканских рисова, углавном у Националном парку Маврово. Ова мачка се сматра највећом мачком на Балкану. Виђена је 2011. и 2012. године у северном планинском региону Албаније и у границама Националног парка Шебеник-Јабланице. Рис је класификован као критично угрожен у Албанији и заштићен је де јуре од 1969. године, али упркос томе, криволов и уништавање станишта угрожавају преостале балканске популације риса у Албанији и Северној Македонији. Процењује се да је 15-20 рисова још увек живих у Албанији. Балкански рис је на ивици изумирања скоро један век, а процењује се да је укупан број мањи од 50.
Сматра се да је смањење броја балканских рисова последица криволова.
Балкански рис почиње да се пари око јануара до фебруара, а рађа се у априлу.

## Угроженост
Процењује се да је данас остало мање од 100 јединки балканског риса. Највише га има у западном делу Северне Македоније и источној Албанији. У Црној Гори и јужној Србији је веома редак, а може се наћи само на Проклетијама и Шар-планини. Укрштање са бројнијим карпатским рисом може да убрза његово изумирање.
Најозбиљније претње балканском рису су мала популација, деградација станишта и криволов. Криволов погађа балканске рисове и директно и индиректно. Ловци који лове ситну и крупну дивљач индиректно наносе штету балканским рисовима ограничавајући им изворе хране, као што су срне, дивокозе и зечеви. Незаконито је ловити балканске рисове, али постоје докази да постоји тржиште за крзно балканског риса. Пуњени рисови се понекад могу видети као украси у неким ресторанима у селима Албаније и Северне Македоније.
Туристичка насеља и рекреативне активности имају мали или никакав утицај на популацију, док спортски лов и скијалишта могу да узнемире становништво унутар националних паркова, где живи већина балканских рисова.

## Понашање
Рисови живе углавном самосталним животом осим када се паре или подижу младунце. Рисови заузимају територије обележене посебним излучевинама жлезда, урином или изметом. Мужјаци имају веће територије да би имали приступ једној или две женке. Сматра се да мужјаци имају територије од око 180–2.780 км2. Сматра се да женке имају територије око 98–759 км2. Мајке и ћерке понекад имају преклопљене територије.
Рисови су активни увече и ноћу, а спавају дању.
Балкански рис се сматра критично угроженом подврстом од стране Међународне уније за заштиту природе (ИУЦН) и представља категорију највећег ризика за угрожене врсте. Балкански рис је такође заштићен Конвенцијом о међународној трговини угроженим врстама, Бернском конвенцијом, Директивом ЕУ о стаништима и врстама.